# Koki Kazama
Koki Kazama (født 19. juni 1991) er en japansk fodboldspiller, som spiller for den japanske fodboldklub FC Ryukyu.